# 데니스 수아레스
데니스 수아레스 페르난데스(스페인어: Denis Suárez Fernández, 1994년 1월 6일 ~ )는 스페인의 축구 선수로, 포지션은 미드필더이다. 현재 스페인 라리가의 비야레알 소속이다.